# Luis Macías
Pour les articles homonymes, voir Macias.
Macías  Hernández est un nom espagnol. Le premier nom de famille, en général paternel, est Macías ; le second, en général maternel, souvent omis, est Hernández.
Luis Fernando Macías Hernández (né le 14 mai 1982 à Lagos de Moreno) est un coureur cycliste mexicain.

## Palmarès sur route

### Par années
- 2003
  -  Champion du Mexique du contre-la-montre espoirs
- 2007
  - 11eb étape du Tour de Cuba
- 2008
  -  Champion du Mexique sur route
  - 6e étape du Tour de Chihuahua
  -  Médaille d'argent de la course en ligne des championnats panaméricains
- 2010
  - 4e étape du Tour du Mexique
  -  Médaillé de bronze de la course en ligne aux Jeux d'Amérique centrale et des Caraïbes
- 2011
  - 9e étape de la Vuelta a Chiriquí
- 2014
  - 3e étape de la Ruta del Centro

### Classements mondiaux
| Année            | 2006   | 2007 | 2008 | 2009 | 2010 | 2011 | 2012 | 2013 | 2014 |
| ---------------- | ------ | ---- | ---- | ---- | ---- | ---- | ---- | ---- | ---- |
| UCI America Tour | 88e    | 226e | 12e  | 216e | 248e | 100e | 299e | 267e | 280e |
| UCI Europe Tour  | 1 233e |      |      |      |      |      |      |      |      |

## Palmarès sur piste

### Championnats panaméricains
- México 2009
  -  Médaillé d'or de l'américaine
- Aguascalientes 2010
  - Quatrième de l'américaine[11]
- Aguascalientes 2014
  - Septième de la poursuite par équipes (avec Ignacio Sarabia, Diego Yépez et José Ramón Aguirre)[12]
  - Dixième du scratch[13]

### Jeux d'Amérique centrale et des Caraïbes
- San Salvador 2002
  -  Médaillé d'or de l'américaine.
- Mayagüez 2010 
  -  Médaillé d'argent de l'américaine.
  -  Médaillé de bronze de la poursuite par équipes.
- Veracruz 2014
  -  Médaillé de bronze de la course aux points.

### Six jours
- 2006 : Aguascalientes et Mexico (avec Franco Marvulli)

### Championnats du Mexique
- 2014
  -  Champion du Mexique de poursuite par équipes (avec José Ramón Aguirre, Ignacio Sarabia et Diego Yépez)
  - 2e du championnat du Mexique du scratch